# Théodore Mangin
Pour les articles homonymes, voir Mangin.
Amédée Jean Théodore Mangin, né vers 1779 et mort vers 1853 est un directeur des postes, ami de nombreuses personnalités de son époque : compositeurs, peintres et écrivains.

## Biographie
Issu d'une famille anciennement établie dans le Berry et le Poitou, Théodore est le fils de Louis-Victor-Amédée-François Mangin (1752-1825), directeur de la petite Poste et de la Poste Maritime de la ville de Nantes. Il suivra des traces de son père en devenant lui aussi directeur des Postes à Boulogne-sur-Mer, peut-être en 1834, puis à Calais en 1837 et à Beauvais en 1841.
Marié à Julie Boettcher (1791-ap.1855), il aura au moins trois enfants : 
- Amédée Paul Théodore (1818-1879), marin, commandeur de la Légion d'Honneur, inventeur de l'hélice Mangin.
- Clara Stéphanie (1820 ou 1821-1890) qui deviendra comtesse d'Espinay.
- Arthur (1824-1887), vulgarisateur scientifique.

En dehors de ses activités professionnelles, Amédée organise régulièrement des concerts à Calais et Boulogne-sur-Mer lors desquels il fait venir les compositeurs et musiciens de l'époque : Niccolo Paganini, Giacomo Meyerbeer, Théodore Labarre, Franz Liszt, Gioachino Rossini, Henri Bertini, Theodor Döhler, Julius Benedict. Mais il fréquente aussi de nombreux peintres et écrivains, et en particulier le grand poète allemand Henri Heine qui fit au moins sept séjours à Boulogne-sur-Mer et se faisait envoyer son courrier chez Théodore.
Sa fille Clara semble avoir eu des prédispositions pour la musique. En effet, on sait qu'elle remporte un prix en 1834 et qu'elle possède alors un liber amicorum dans lequel les compositeurs et musiciens amis de ses parents écrivent de petites mélodies musicales. Cet album contenait des autographes de Paganini, Rossini, Labarre, Georges Mathias, Jules Godefroy, Bertini, Döhler, Sigismund Thalberg et fut continué dans les années 1840 avec notamment Georges Onslow et Eugène Ortolan à Clermont-Ferrand où son mariage l'a amenée en 1843.
Théodore meurt vers 1853. Sa femme Julie et leur fils Arthur reprendront contact avec Heine. Julie lui écrit ainsi le 19 mai 1855, en allemand, et la lettre sera jointe à celle d'Arthur, en français, datée du 30 mai 1855. Julie lui écrira une seconde lettre le 25 juillet 1855, cette fois en français. On ne connait que deux réponses de Heine : le 31 mai à Arthur Mangin et une lettre en juillet 1855 à Julie Mangin en réponse à la lettre du 25.  Les lettres de Julie montrent bien les relations communes des Mangin et de Heine ; en effet, elle y cite des compositeurs et musiciens comme Ludwig Sina (du quatuor du comte Rasumowski), Friedrich Kalkbrenner, Johann Peter Pixis ou Joseph Dessauer. 